# Дурник (фільм)
«Дурник» (англ. The Little Fool) — американська драматична чорно-біла німа стрічка 1921 року режисера Філа Розена, зфільмована на основі роману Джека Лондона «Маленька господиня великого будинку» Прем'єра стрічки відбулась 1 травня 1921 року.

## Синопсис

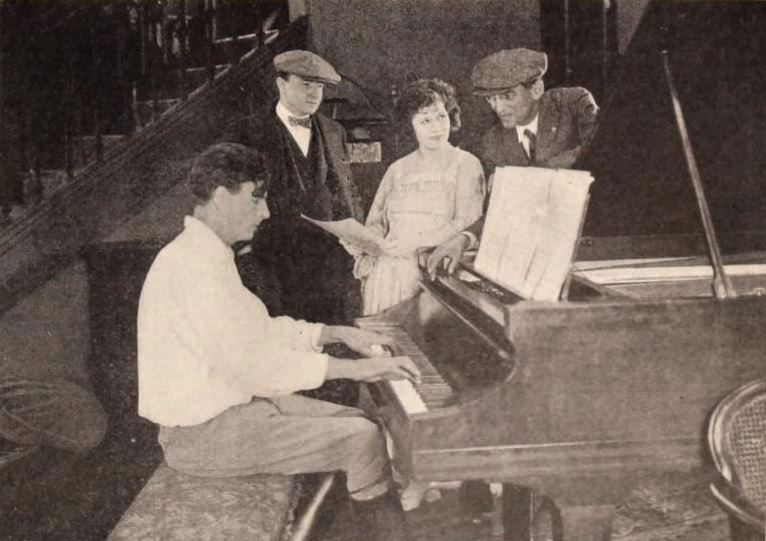
У перерві між фільмуванням стрічки. Мілтон Сіллз грає на фортепіано, стоять сценарист Артур Сомерс Рош, акторка Ора Керю та режисер Філ Розен

## У ролях
- Мілтон Сіллз[en] — Дік
- Найджел Баррі[en] — Еван
- Франсез Вадсворт — Флоренс
- Байрон Мансон — Генрі Мекін
- Ора Керю[en]
- Пеґґі Прево
- Гелен Говард